# 村田多勢子
村田 多勢子（むらた たせこ、安永8年（1779年）？ - 弘化4年11月12日（1847年12月19日））は、江戸時代後期の国学者・歌人。多勢、たせ子とも。儒学者・国学者の渡辺荒陽の次女。村田春海の養女。養父の業をついで歌道を教授し、近世三十六人撰にあげられた。のち尼となり、芳樹院・芳樹尼と称した。

## 来歴・人物
武蔵国恩間村（現在の埼玉県越谷市）の名主・渡辺之望（荒陽）の二女に生まれる。幼くして、粕壁宿の名主を務めていた関根福宜（母の生家）について尊円流の書道を学び、一時関根家に乞われて養女になった。
寛政元年（1789年）に母の登恵が没する。翌年、父の之望に従い、江戸へ移り住んだ。
江戸では一橋徳川家の家臣信夫道別に師事し、大師流の書道並びに国学・和歌を学んだ。この後、信夫道別の仲介によって村田春海の養女に迎えられた。
村田家の養女となってからは、しばしば大名家の奥に招かれて歌道・古典文学を進講し、「都下に一人の女あり」と称された。文化8年（1811年）春海が没した後は、村田国学の跡を継いで数多くの門人の育成に当たった。
生涯独身で通し、後嗣には隣人の能役者斎藤与右衛門の息子春路を養子として迎えた。天保8年（1837年）家塾を春路に譲って隠居すると、落飾して芳樹院（芳樹尼）と称した。
弘化4年11月12日、江戸八丁堀の自宅で生涯を終えた。享年は68歳または71歳。墓所は養父村田春海の菩提寺である深川の本誓寺。
妹の渡辺里都子も若くして谷熊山に書道を、のち青蓮院流の書道や和歌を学んだ。成長後は家を離れ、大名家に招かれて進講を勤めた。
弟の渡辺弸は鎗術・甲冑製作を学び、江戸八丁堀亀島町に指南道場を開いた。文政4年（1821年）、高田藩榊原家に招かれて五人扶持をもって仕官した。のち十人扶持に昇給し、安政6年（1859年）4月に没するまで、榊原家家臣として生涯を終えた。

## 著書
- 『芳樹和歌集』
- 『源氏類語』
- 『伊香保乃日記』
- 『秋くさ』（村田春路が養母の七年の忌に編纂した遺詠集。82首を収録）